# Aktion West-Ost
Die Aktion West-Ost – Arbeitsgemeinschaft für Europäische Friedensfragen ist der Dachverband von vier katholischen Jugendverbänden. Diese bieten internationale Jugendbegegnungen mit Partnern in Mittel- und Osteuropa an und führen Seminare zu politischen, gesellschaftlichen und religiösen Themen durch. Die Aktion West-Ost ist ein Mitgliedsverband im Bund der Deutschen Katholischen Jugend (BDKJ).

## Geschichte
Die Aktion West-Ost wurde 1952 von Jugendverbänden gegründet, die sich als Heimatvertriebene für die Belange der Menschen aus Ost- und Westpreußen, Schlesien, Danzig sowie Böhmen und Mähren einsetzten. Die Rechtsträgerschaft hatte bis 1990 die Ackermann-Gemeinde mit Sitz in München inne. Anschließend übernahm der Aktion West-Ost e. V. die Trägerschaft und der Sitz wurde nach Düsseldorf in das Jugendhaus Düsseldorf verlegt. Seit ihrer Gründung hat es sich die Aktion West-Ost zum Ziel gesetzt, Versöhnung und Verständigung über die Grenzen des alten Westeuropas hinweg zu gestalten.

## Veranstaltungen
Der Verein veranstaltet jährlich mit ihren Mitgliedsverbänden 12 bis 15 internationale Jugendbegegnungen und Seminare für Jugendliche aus Deutschland und Mittelosteuropa.
Die Veranstaltungen richten sich vor allem an Jugendliche und junge Erwachsene im Alter von 16 bis 26 Jahren. Schwerpunkt der Arbeit ist die Kooperation zwischen Deutschland, Polen und der Tschechischen Republik. Seit einigen Jahren bestehen außerdem Kooperationen mit Litauen, der Ukraine und der Slowakei.
Es gibt folgende Veranstaltungen des Vereins und ihrer Mitgliedsverbände:
- Deutsch-polnische, deutsch-tschechische Jugendbegegnungen
- Multinationale Jugendbegegnungen
- Nationale Seminare zu politischen, religiösen und kreativen Themen
- Fortbildungen
- Deutsch-tschechische Kinderbegegnungen
- Kultur- und Einkehrtage

## Struktur
Die vier Mitgliedsverbände sind die Adalbertus-Jugend, die Gemeinschaft Junges Ermland, die Junge Aktion der Ackermann-Gemeinde und die Junge Grafschaft, die die Aktion West-Ost tragen und von ihr im BDKJ vertreten werden.
Der Bundesausschuss stellt das höchste Gremium dar. Bundesausschusssitzungen (BAS) finden zweimal jährlich statt. Stimmberechtigt sind jeweils zwei Vertreter der Mitgliedsverbände sowie der Vorstand. Vorgenannte Personen beauftragen den Geschäftsführer und erhalten Bericht durch diesen.
Zweites Organ ist der Vorstand. Seine Aufgabe liegt in der Leitung der Aktion West-Ost nach den Beschlüssen der BAS. Außerdem vertritt er die Interessen der Aktion West-Ost und ihrer Mitgliedsverbände in der Gesamtheit nach innen und außen. Die Teilnehmer der BAS können Aufgaben an die Mitglieder des Vorstandes delegieren. Der Vorstand besteht aus einem Vorsitzenden, zwei Stellvertretern und zwei Beisitzern. Er wird vom Bundesausschuss auf zwei Jahre gewählt. Der Vorstand trifft einmal jährlich und auf der BAS zusammen.
Die Geschäftsführung obliegt der einzigen hauptamtlichen Arbeitskraft. Alle anderen Ämter sind reine Ehrenämter. Der Geschäftsführer wird von Bundesausschuss und Bundesvorstand beauftragt, er berät den Bundesvorstand, arbeitet ihm zu und berichtet den Teilnehmern der BAS.

### Förderverein
Der Verein der Freunde und Förderer der Aktion West-Ost e. V. wurde 2001 gegründet. Er erwirtschaftet durch Fördermitgliedschaften freie Mittel für die Arbeit der Aktion West-Ost und hält die Verbindung zu ehemals Aktiven aufrecht. Verwaltet wird er durch die Geschäftsführung der Aktion West-Ost.